# Nakib
Nakib era un cap espiritual als kanats uzbeks de l'Àsia central. La seva posició era sempre ocupada per un sàyyid o descendent de Mahoma. L'orientalista hongarès Vambery diu que ocupava una posició similar a la del xaikh al-Islam de l'Imperi Otomà.